# Sounds Nice
Sounds Nice, brittisk instrumental musikgrupp som hade en hit 1969 med en instrumental version av Serge Gainsbourgs och Jane Birkins "Je t'aime... moi non plus" (omdöpt till "Love at First Sight"). Gruppen tog sitt namn efter Paul McCartneys kommentar då han hört gruppen: "Sounds nice...".

## Diskografi
Studioalbum
- Love at First Sight (1969)

Singel
- "Love At First Sight" / "Love You Too" (1969)